# Glossoptose
Glossoptose (auch Glossoptosis), von altgriechisch γλώσσα Glossa, deutsch ‚Zunge‘ und πτώσις ptosis, deutsch ‚Fall‘, ‚Senkung‘, bezeichnet das Zurücksinken der Zunge in den Rachenraum oder eine Fehlanlage mit Positionierung der Zunge im Rachenraum.
Durch die Verlegung des Atemweges besteht die Gefahr der Erstickung.
Sie kann erworben bei  Muskelerschlaffung auftreten, z. B. bei tiefer Bewusstlosigkeit und Narkose. Als sofortige Maßnahme sollte man den sogenannten „Lebensrettenden Handgriff“ anwenden.
Eine Glossoptose kann auch angeboren vorkommen bei Mikrognathie:
- Arthrogrypose x-gebundene Typ 1
- Catel-Manzke-Syndrom
- Down-Syndrom
- Pierre-Robin-Sequenz (Mikrogenie-Glossoptose-Syndrom)
- Zerebro-kosto-mandibuläres Syndrom

Durch die Fehlstellung der Zunge kann es zu Verlegung der Luftwege und zu Problemen beim Trinken kommen.

## Diagnose
Die Erkrankung kann bereits pränatal erkannt werden durch Magnetresonanztomographie und Feinultraschall.